# Saxifraga nervosa
Saxifraga nervosa är en stenbräckeväxtart som beskrevs av Philippe Picot de Lapeyrouse. Saxifraga nervosa ingår i Bräckesläktet som ingår i familjen stenbräckeväxter. Inga underarter finns listade i Catalogue of Life.